# بنجامين فادي
بنجامين فادي (بالإنجليزية: Benjamin Fadi)‏ (16 مارس 1995 بغانا - ) هو لاعب كرة قدم غاني في مركز الهجوم. لعب مع نادي مالمو ونادي هارت أوف ليونز ونادي فارنامو وMjällby AIF ‏.

## وصلات خارجية
- بنجامين فادي على موقع اتحاد السويد (السويدية)
- بنجامين فادي على موقع قاعدة بيانات كرة القدم.إي يو (الإنجليزية)
- بنجامين فادي على موقع Soccerway.com (الإنجليزية)
- بنجامين فادي على موقع AS.com (الإسبانية)